# 1750 en architecture
| Années de l'architecture : 1747 - 1748 - 1749 - 1750 - 1751 - 1752 - 1753    |
| Décennies de l'architecture : 1720 - 1730 - 1740 - 1750 - 1760 - 1770 - 1780 |

Cet article présente les faits marquants de l'année 1750 en architecture.

## Réalisations

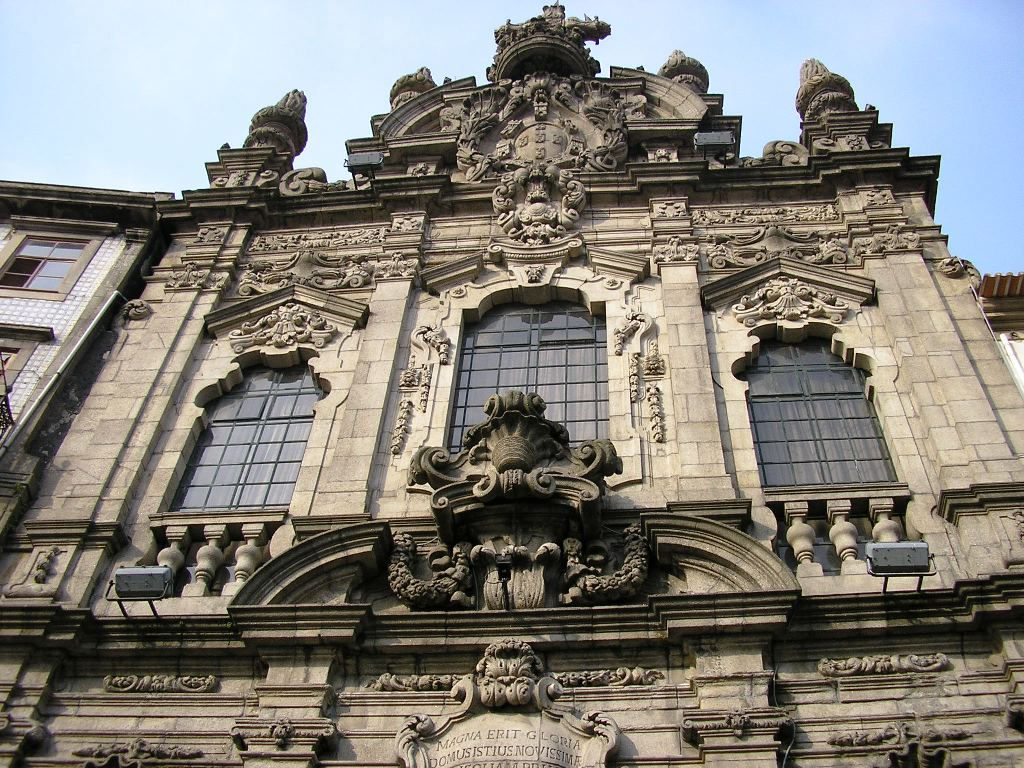
Façade de l’église de la Misericordia à Porto

- Façade de l’église de la Misericordia à Porto par Nicolau Nasoni.

## Événements
- 17 novembre : inauguration du pont de Westminster sur la Tamise, commencée le 29 janvier 1739[1].

## Récompenses
- Prix de Rome (sujet : une orangerie) : Julien-David Le Roy, premier prix ; Pierre-Louis Moreau-Desproux, deuxième prix.
- Académie royale d'architecture : Maximilien Brébion.

## Naissances
- Charles Joachim Bénard.

## Décès
- x